# Liga Femenina de Fútbol de Bosnia-Herzegovina

La Liga Femenina de Fútbol de Bosnia-Herzegovina es la competición regular oficial de fútbol femenino en el país. Fue creada en 2001.
Desde 2013 la liga está unificada. Antes se jugaba en dos grupos separados basados en sistemas de liga limitados dentro de las entidades de Bosnia, una era la Primera Liga Femenina de la Federación de Bosnia y Herzegovina y la otra Primera Liga Femenina de la República Sprska, y el campeón se decidía a través de play-offs. El ganador de la eliminatoria se clasifica para un lugar en la Liga de Campeones.
La liga atrae poca atención de los medios de comunicación en Bosnia y Herzegovina, mientras que la financiación suele ser inadecuada y los clubes carecen de infraestructura, en algunos casos incluso de instalaciones de entrenamiento básicas.
Es una liga de una sola división con un número irregular de participantes, que suele oscilar entre cinco y ocho. Los ocho participantes de la temporada 2013-14 fueron, por orden de clasificación, Sarajevo 2000, Banja Luka, Mladost Nevic Polje, Gradina Srebenik, Celik Zenica, Radnik Bijeljina, Mladost Novi Grad y Salt City Tuzla.
El campeón se clasifica para la Liga de Campeones. El gran dominador del campeonato es el Sarajevo 2000, que a fecha de 2020 ha ganado todas las ediciones menos la primera.

## Campeones
- 2001/02 Iskra Bugojno
- 2002/03 Sarajevo
- 2003/04 Sarajevo
- 2004/05 Sarajevo
- 2005/06 Sarajevo
- 2006/07 Sarajevo
- 2007/08 Sarajevo
- 2008/09 Sarajevo
- 2009/10 Sarajevo
- 2010/11 Sarajevo
- 2011/12 Sarajevo
- 2012/13 Sarajevo[4]
- 2013/14 Sarajevo
- 2014/15 Sarajevo
- 2015/16 Sarajevo[5]
- 2016/17 Sarajevo[6]
- 2017/18 Sarajevo[7]
- 2018/19 Sarajevo[8]
- 2019/20 Sarajevo[9]